# Hispophora
Hispophora là một chi bướm đêm thuộc họ Geometridae.